# San Leandro
San Leandro är en stad (city) i Alameda County, i delstaten Kalifornien, USA. Enligt United States Census Bureau har staden en folkmängd på 86 071 invånare (2011) och en landarea på 34,6 km².

## Vänorter
San Leandro har tre vänorter:
- Ponta Delgada, Azorerna, sedan 1970
- Naga City, Filippinerna, sedan 1989
- Ribeirão Preto, Brasilien, sedan 1962

San Leandro har sedan 2007 också relationer med Yangchun i Kina.